# Zaleśna (rejon świsłocki)
Zaleśna (biał. Залесная; ros. Залесная) – wieś na Białorusi, w obwodzie grodzieńskim, w rejonie świsłockim, w sielsowiecie Nowy Dwór, przy granicy Parku Narodowego „Puszcza Białowieska”.
W dwudziestoleciu międzywojennym leżała w Polsce, w województwie białostockim, w powiecie wołkowyskim, w gminie Porozów.